# Коши, Лайза
Элизабет «Лайза» Коши (англ. Liza Koshy, род. 31 марта 1996) — американская актриса, видеоблогер и юмористка.
Она известна по роли Вайолет Адамс в сериале «Жуть», который транслировался на сайте Hulu (2016—2017). Помимо этого, она сыграла роль Адай Уокер в комедийном фильме Тайлера Перри «Хэллоуин Мэдеи», а также роль Исследователя в YouTube-сериале «Избегайте ночи» (2017). Она работает соведущей в программе «Total Request Live» от MTV. В 2018 году состоялась премьера комедийного сериала от YouTube Premium с её участием «Лайза на расхват», который она также спродюсирует, и перезагрузка телеигры от канала Nickelodeon «Форт Боярд».
По состоянию на август 2018, основной канал на YouTube набрал уже более 15 миллионов подписчиков, а оба её канала имеют в сумме более 2,5 миллиардов просмотров. Она получила три премии Streamy, Teen Choice Awards и Kid’s Choice Awards.

## Карьера

### Социальные сети
В 2013 году начала публиковать короткие комедийные ролики в приложении Vine под псевдонимом «Lizzza». В 2017 году, на момент закрытия Vine у неё было свыше 5 миллионов подписчиков. К 2016 году, Коши всё больше стали замечать на YouTube. В ноябре 2016 года, незадолго до выборов, она брала интервью у Барака Обамы для своего YouTube-канала. Таким образом она хотела воодушевить людей идти на выборы. Главными характеристиками видеороликов Лайзы являются «её вычурная мимика, быстрый темп повествования и её желание выглядеть настолько смешно, насколько это возможно. [В некоторых её видео] поднимаются такие серьёзные проблемы, как тревожность, желание „быть как все“, а также интернет-тролли, что близко её подписчикам, а поэтому делает её такой популярной».
В 2017 году, Лайза стала «видеоблоггером, набравшим 10 миллионов подписчиков за самый короткий период». По состоянию на март 2018, на её основной YouTube-канал было 14 миллионов подписчиков и 1,6 миллиарда просмотров. Видео на основном канале получают в среднем почти 10 миллионов Просмотров. В мае 2018, её второй канал на YouTube насчитывал уже более 6 млн подписчиков, а оба её канала в общей сложности насчитывали более 2 миллиардов просмотров. Также у неё свыше 17 миллионов последователей в Instagram, более 11 миллионов в Musical.ly, более 2,8 млн на Facebook и более, чем 1,8 млн в Twitter. По состоянию на август 2017 года, общее количество её подписчиков составило 45 миллионов.

### Актёрская карьера
В 2016 году Лайза снялась в роли Вайолет Адамс в хоррор-сериале «Жуть», который является собственностью сайта Hulu. Она вернулась к роли во втором сезоне, вышедшем в 2017 году. Также в 2016 году она исполнила роль Адай Уокер в комедийном ужастике «Хэллоуин Мэдеи» и снялась в роли себя в сериале YouTube Premium «Рождественская вечеринка». В том же 2016 году она снялась в роли принцессы Обри комедии FML. В 2017 году она сыграла эпизодическую роль Исследователь в мистическом сериале от YouTube Premium «Избегайте ночи». В 2018 году на YouTube Premium состоялась премьера сериала с её участием «Лайза на расхват». Здесь она помимо всего выступает в роли продюсера. После череды неудач уже знакомой нам героини «она усердно работает, чтобы стать „элитным исполнителем“», но в то же время берётся за странные поручения ради денег. Также в 2018 году Лайза озвучила одного из героев анимированного короткометражного фильма о виртуальной реальности. Сценарий был написан Эриком Дарнеллом, в главной роли Джон Ледженд.

### Другие виды деятельности
Она вела прямую трансляцию с красной дорожки церемонии вручения премии Золотой глобус в 2017 году. Трансляцию просмотрело 2,7 млн человек в Твиттере, что является рекордом для медиа. Также Лайза вела программу Найджела Литгоу «Каждый шаг» и была «единственным кандидатом на проведение MTV Movie Awards 2016». Позже она стала одной из ведущих программы «Total Request Live» на MTV, которая стартовала с серии ежедневных прямых трансляций в октябре 2017. Лайза Коши является одним из продюсеров и разработчиков контента для MTV. Она была первой «звездой социальных сетей», у которой журнал Vogue взял интервью для серии видеороликов «73 вопроса». На красной дорожке Met Gala 2018 она брала интервью у знаменитостей от лица Vogue.
Коши работает над созданием коллекции ожерелий с The Giving Keys, ювелирной компанией, которая поддерживает и трудоустраивает ранее бездомных граждан. Реклама Beats Electronics с её участием получила в 4 раза больше просмотров, чем реклама с участием других знаменитостей.
Она назначена ведущим перезагрузки телеигры от Никелодеон «Форт боярд», которая стартует в начале июня 2018 года.

## Личная жизнь
Лайза Коши родилась и выросла в Хьюстоне, штат Техас. Она наполовину индианка и наполовину белая. Её отец Хосе Коши, руководитель нефтяной компании, мать — Жан Кэрол (урожд. Хертцлер), инструктор по йоге. У неё есть две старшие сестры. С детского сада до 5-го класса она училась по двуязычной образовательной и культурной программе, в ходе которой изучала испанский. В 2014 году, выпустившись из Lamar High School, Лайза поступила в Хьюстонский университет, где изучала бизнес и маркетинг.
В 2015 году она переехала в Лос-Анджелес и начала встречаться с другим известным Ютубером Дэвидом Добриком. В июне 2018 года стало известно о расставании пары. Причину их расставания до сих пор никто не знает.

## Фильмография
| Год       |    | Русское название                     | Оригинальное название            | Роль              |
| --------- | -- | ------------------------------------ | -------------------------------- | ----------------- |
| 2015—2019 | с  | Влог Дэвида                          | David’s Vlog                     | в роли самой себя |
| 2016      | ф  | —                                    | FML                              | принцесса Обри    |
| 2016      | ф  | Хеллоуин Мэдеи                       | Boo! A Madea Halloween           | Адай              |
| 2016      | с  | —                                    | Jingle Ballin’                   | Лайза             |
| 2016—2017 | с  | Жуть                                 | Freakish                         | Вайолет Адамс     |
| 2017      | с  | —                                    | Alternative Lifestyle            | Лайза             |
| 2017—2019 | с  | Избегайте ночи                       | Escape the Night                 | исследователь     |
| 2018      | мф | Ворон: Легенда                       | Crow: The Legend                 | Сова              |
| 2018—2021 | с  | Лайза по первому требованию          | Liza on Demand                   | Лайза             |
| 2019      | мс | Добро пожаловать в Вэйн              | Welcome to the Wayne             | Бьянка Дейвис     |
| 2019      | с  | Чики                                 | Betch                            | Валери            |
| 2020      | ф  | Шаг за шагом                         | Work It                          | Жасмин Хейл       |
| 2020      | мс | Скуби-Ду и угадай кто?               | Scooby-Doo and Guess Who?        | в роли самой себя |
| 2020      | с  | —                                    | Thomas Sanders & Friends         | в роли самой себя |
| 2020      | с  | —                                    | Will from Home                   | н/д               |
| 2021      | мф | My Little Pony: Новое поколение      | My Little Pony: A New Generation | Зипп Шторм        |
| 2023      | ф  | Кошатник                             | Cat Person                       | Бет               |
| 2023      | ф  | Трансформеры: Восхождение Звероботов | Transformers: Rise of the Beasts | Арси              |
| 2024      | ф  | Семейное дело                        | A Family Affair                  | Эжени             |
| 2025      | ф  | Голый пистолет                       | The Naked Gun                    | детектив Барнс    |
|           | ф  | Человек с мешком                     | The Man with the Bag             |                   |

## Отзывы и награды
Лайза завоевала две премии Streamy Awards и одну Teen’s Choice Award. Она также получала номинацию на Shorty Award два года подряд (2017 и 2018), одну номинацию на People's Choice Award, две на Teen Choice Award и две номинации на Streamy Award, в которых победила. В 2016 году Teen Vogue включил Лайзу Коши в свой список «7 женщин-комедианток, о которых Вам нужно знать». В 2017 году ведущий американский таблоид The Hollywood Reporter включил её в список «15 восходящих звёзд». The Washington Post назвал Коши одной из тех «весёлых женщин… которые находятся на пике своей славы, и на которых стоит равняться девушкам» в качестве комедиантки и ролевой модели поведения.
Джон Юргенсен из The Wall Street Journal описал её стиль следующим образом: «Её шутки полны самоуничижения, фарса и игры слов, и скорее глуповаты, чем язвительны… Одной из причин, почему её скетчи привлекают рекламодателей, это возможность пересматривать ролики с её участием, в которых в избытке присутствует каламбур и двойные понятия. Зрители, которых легко отвлечь, смотрят их снова и снова… Коши оказалась надёжным партнёром для солидных развлекательных компаний и рекламодателей, которые бежали от раздражающего онлайн-контента».
People’s Choice Awards
| Год  | Премия                     | Категория                      | Результат | Примечания |
| ---- | -------------------------- | ------------------------------ | --------- | ---------- |
| 2016 | Streamy Awards             | Breakout Creator               | Победа    | [ 41 ]     |
| 2017 | Favorite Social Media Star |                                | Номинация | [ 42 ]     |
| 2017 | Teen Choice Awards         | Choice Female Web Star         | Победа    | [ 43 ]     |
| 2017 | Teen Choice Awards         | Choice Comedy Web Star         | Номинация | [ 43 ]     |
| 2017 | Teen Choice Awards         | Выбор YouTube                  | Номинация | [ 43 ]     |
| 2017 | Shorty Awards              | Ютубер года                    | Номинация | [ 44 ]     |
| 2017 | Streamy Awards             | Создатель года                 | Номинация | [ 45 ]     |
| 2017 | Streamy Awards             | Comedy Editing                 | Победа    | [ 46 ]     |
| 2017 | Streamy Awards             | Номинация                      |           |            |
| 2018 | Kid's Choice Awards        | Favorite Funny YouTube Creator | Победа    | [ 47 ]     |
| 2018 | Chorty Awards              | Создатель десятилетия          | Номинация | [ 48 ]     |